# Helicopsyche hippothoe
Helicopsyche hippothoe är en nattsländeart som först beskrevs av Schmid 1993.  Helicopsyche hippothoe ingår i släktet Helicopsyche och familjen Helicopsychidae. Inga underarter finns listade i Catalogue of Life.